# Leles
Leles (em húngaro: Lelesz) é um município da Eslováquia, situado no distrito de Trebišov, na região de Košice. Tem 33,68 km² de área e sua população em 2018 foi estimada em 1.769 habitantes.

## Demografia
| Ano:        | 1994 | 2004   | 2014   | 2024   |
| ----------- | ---- | ------ | ------ | ------ |
| Broj ljudi: | 1864 | 1898   | 1774   | 1892   |
| Razlika:    |      | +1,82% | -6,53% | +6,65% |

| Ano:               | 2023 | 2024   |
| ------------------ | ---- | ------ |
| Número de pessoas: | 1897 | 1892   |
| Diferença:         |      | -0,26% |